# ناحیه آمباتوفیناندراهانا
ناحیه آمباتوفیناندراهانا (انگلیسی: Ambatofinandrahana District) یکی از بخش‌های ماداگاسکار است.